# Pilus

Esquema de la conjugación bacteriana. 1-La célula donante genera un pilus. 2-El pilus se une a la célula receptora y ambas células se aproximan. 3-El plásmido móvil se desarma y una de las cadenas de ADN es transferida a la célula receptora. 4-Ambas células sintetizan la segunda cadena y regeneran un plásmido completo 5-Sirven para luchar contra las demás bacterias. Además, ambas células generan nuevos pili y son ahora viables como donantes.

En bacteriología, los pili (singular pilus, que en latín significa ‘pelo’) son apéndices pilosos compuestos por una proteína llamada pilina. Los pili son más cortos, rectas y finas que los flagelos y se encuentran en la superficie de diversas bacterias. Por otro lado, existen otras estructuras similares que cumplen con funciones distintas conocidas como fimbrias.
Los términos pili y fimbria son a menudo intercambiables, pero fimbria se suele reservar para los pelos cortos que utilizan las bacterias para adherirse a las superficies, en tanto que pilus suele referir a los pelos ligeramente más largos que se utilizan en la conjugación bacteriana para transferir material genético. Algunas bacterias usan los pili para el movimiento.

## Tipos de pili

### Pili sexual
En general, solo suele haber de uno a dos pili presentes en la bacteria. Un pilus sexual interconecta dos bacterias de la misma especie o de especie diferente construyendo un puente entre ambos citoplasmas. Esto permite la transferencia de información genética, ya sea que se trate de un plásmido o de una fracción del cromosoma circular de la bacteria (en este caso, la fracción del cromosoma transferido debe realizarse a través de un plásmido igualmente). El intercambio de plásmidos puede añadir nuevas características a la bacteria, por ejemplo, resistencia a los antibióticos o la capacidad para digerir su medio de manera más eficaz. Algunos bacteriófagos se unen a los receptores de los pili sexuales al comienzo de su ciclo reproductivo.
Un pilus suele tener unos 6 a 7 nm de diámetro. Durante la conjugación bacteriana, un pilus sale de la bacteria donante y se une a la bacteria receptora, desencadenando la formación de un puente de apareamiento que interconecta los citoplasmas de las dos bacterias a través de un poro controlado. Este poro permite la transferencia de ADN bacteriano. A través de este mecanismo de transformación genética, nuevas características ventajosas para la supervivencia pueden transferirse entre bacterias, incluso pertenecientes a especies diferentes. Sin embargo, no todas las bacterias tienen la capacidad de crear pili.

### Fimbrias
Se pueden localizar en un solo polo de la célula bacteriana o estar distribuidas de forma regular a lo largo de toda la superficie bacteriana, es por ello que su número puede variar dependiendo de la bacteria, el cual puede ser reducido o llegar a varios de cientos de fimbrias por célula.
Su función es el permitirle a la bacteria adherirse a distintas superficies, motivo por el cual son muy importantes en la formación de biopelículas. La fimbria se adhiere a la superficie idónea y mediante su despolimerización se crean retracciones al interior de la célula, lo cual le permite moverse en la dirección en la que se ha adherido, este movimiento se conoce como fasciculaciones.